# Formosocellaria magnifica
Formosocellaria magnifica är en mossdjursart som först beskrevs av George Busk 1884.  Formosocellaria magnifica ingår i släktet Formosocellaria och familjen Cellariidae. Inga underarter finns listade i Catalogue of Life.